# Flash vs. Arrow
«Flash vs. Arrow» es el evento cruce inaugural del Arrowverso, emitido en The CW, que presenta episodios de las series de televisión The Flash y Arrow. El evento comenzó el 2 de diciembre de 2014 con el episodio de The Flash «Flash vs. Arrow» y concluyó al día siguiente con el de Arrow «The Brave and The Bold». En el cruce se ve al Equipo Flash (Barry Allen / Flash, Caitlin Snow y Cisco Ramon) ayudando al Equipo Arrow (Oliver Queen / Flecha, Felicity Smoak y John Diggle) a enfrentarse al villano Capitán Búmeran, mientras que el Equipo Arrow ayuda al Equipo Flash a enfrentarse al metahumano Roy Bivolo.
En julio de 2014 se anunció un cruce entre ambas series, después de que Barry Allen fuera introducido en la segunda temporada de Arrow antes del estreno de The Flash. Para el siguiente mes de septiembre, los guiones de cada episodio ya estaban escritos y la filmación tuvo lugar poco antes de finalizar el mes y en octubre de 2014. En el cruce aparecen todos los miembros del elenco principal de cada serie que aparecen al menos en su propia serie, con actores y personajes adicionales que también retoman sus papeles del Arrowverso.
Los episodios recibieron reseñas positivas, con los críticos calificando el cruce de divertido y todo lo que los fanáticos podrían haber querido y más. Los críticos elogiaron a los productores por unir las dos series manteniendo los episodios como aventuras independientes y destacaron que la escena de lucha entre Flash y Arrow estuvo a la altura. Las audiencias de los episodios fueron excepcionales, siendo ambos los más vistos de cada serie desde sus respectivos estrenos. Al año siguiente se produjo un cruce titulado «Heroes Join Forces».

## Trama
Roy Bivolo, un metahumano con el poder de provocar una furia incontrolable en la gente, utiliza sus habilidades para robar el banco de Ciudad Central. El detective de la policía Eddie Thawne propone capturar a Flash porque estaba en la escena del crimen, pero es rechazado por el capitán. La policía rastrea a Bivolo hasta un almacén, donde utiliza sus poderes sobre un policía para facilitar su huida. Barry Allen llega para salvar a Joe West, pero casi resulta herido él mismo antes de que Oliver Queen, como el vigilante «Flecha», llegue para detener al policía. Más tarde, Oliver informa a Barry de que él y su equipo están en Ciudad Central rastreando información sobre un asesino que utiliza bumeranes de acero letales. Barry y sus amigos sugieren que se unan para atrapar a los objetivos de cada uno y Oliver acepta a regañadientes. Este intenta enseñar a Barry a ser más consciente de su entorno, pero Barry decide ir tras Bivolo por sí mismo. Bivolo utiliza su habilidad en la mente de Barry, pero debido a su velocidad sus efectos duran más.
Eddie sigue persuadiendo a sus superiores para que formen una unidad de fuerza especial para capturar a Flash, expresando su tolerancia cero con los vigilantes. Cuando un enfurecido Barry, como Flash, ataca a Eddie, Oliver intenta detenerlo pero ambos se enzarzan en una pelea. Oliver consigue dominar a Barry el tiempo suficiente para que Harrison Wells y Joe utilicen una luz estroboscópica para restablecer su estado emocional. Después, Barry y Oliver capturan a Bivolo y lo meten en la prisión de tuberías de S.T.A.R. Labs. Debido al incidente, Eddie forma una unidad de tareas para detener a Flash. Barry confirma la creencia de Oliver de que el primero aún tiene mucho que aprender. Oliver le aconseja que se mantenga alejado de Iris West, de quien que Barry está enamorado, durante un tiempo, porque los hombres con identidades secretas como vigilantes nunca consiguen a la chica. Oliver pide al Equipo Flash que mantenga su alter ego Fecha en secreto. Un nuevo y misterioso metahumano capaz de manipular el fuego aparece en Ciudad Central.
En una analepsis ambientada en Hong Kong, Oliver aprende a torturar a los sospechosos para obtener información. En el presente, Oliver y Roy Harper localizan a Digger Harkness, el asesino mediante bumeranes, donde encuentran a agentes de ARGUS buscándolo también. Caitlin Snow y Cisco Ramon llegan a Ciudad Starling para ayudar a Felicity Smoak a investigar al asesino homicida de Sara Lance. Digger intenta matar a Lyla Michaels, Roy y Oliver, pero Barry llega al instante y lo detiene. Más tarde, Lyla revela que Digger formaba parte del Escuadrón Suicida. Cuando Oliver utiliza sus métodos extremos de interrogación en un miembro de la mafia rusa para localizar a Digger, Barry cuestiona lo emocionalmente estable que es Oliver con sus tragedias pasadas para torturar a la gente. Digger localiza la base de Oliver y hiere a Lyla antes de escapar inmediatamente. Para poder abandonar la ciudad, Digger coloca cinco bombas alrededor de la misma. Mientras Oliver captura a Digger, Barry utiliza los equipos de ambos para desactivar las bombas simultáneamente. Digger es encarcelado en Lian Yu con Slade Wilson. Antes de la partida de Barry y su equipo a Ciudad Central, Cisco y Caitlin le entregan a Oliver su traje mejorado. Barry y Oliver aprendieron sus lecciones y deciden tener un duelo amistoso.

## Elenco y personajes

### Principales
| Intérprete          | Personaje             | Episodio  | Episodio  |
| Intérprete          | Personaje             | The Flash | Arrow     |
| ------------------- | --------------------- | --------- | --------- |
| Grant Gustin        | Barry Allen / Flash   | Principal | Invitado  |
| Stephen Amell       | Oliver Queen / Flecha | Invitado  | Principal |
| Danielle Panabaker  | Caitlin Snow          | Principal | Invitada  |
| Carlos Valdes       | Cisco Ramon           | Principal | Invitado  |
| Emily Bett Rickards | Felicity Smoak        | Invitada  | Principal |
| David Ramsey        | John Diggle           | Invitado  | Principal |
| Candice Patton      | Iris West             | Principal |           |
| Tom Cavanagh        | Harrison Wells        | Principal |           |
| Jesse L. Martin     | Joe West              | Principal |           |
| Rick Cosnett        | Eddie Thawne          | Principal |           |
| Katie Cassidy       | Laurel Lance          |           | Principal |
| Colton Haynes       | Roy Harper / Arsenal  |           | Principal |
| Willa Holland       | Thea Queen            |           | Principal |
| Paul Blackthorne    | Quentin Lance         |           | Principal |

- Nota: A pesar de estar acreditado, John Barrowman no aparece en el episodio de Arrow.

### Invitados
| - Paul Anthony como Roy Bivolo / Rainbow Raider - Anna Hopkins como Samantha Clayton - Patrick Sabongui como David Singh - Robbie Amell como Ronnie Raymond / Firestorm | - Audrey Marie Anderson como Lyla Michaels - Cynthia Addai-Robinson como Amanda Waller - Nick E. Tarabay como Digger Harkness / Capitán Búmeran |

## Producción

### Desarrollo
El primer indicio de posibles eventos cruce en el Arrowverso se produjo en The CW durante la temporada televisiva de 2013-2014, cuando Barry Allen fue introducido en el octavo episodio de la segunda temporada de Arrow antes del estreno de The Flash. En julio de 2014, se anunció que los octavos episodios de la tercera temporada de Arrow y la primera temporada de The Flash serían un evento cruce de dos horas. El mismo estaba planeado originalmente como los séptimos episodios de cada serie, pero se retrasó debido a la gran cantidad de trabajo y coordinación de calendarios necesaria para llevarlo a cabo. Marc Guggenheim, creador y productor ejecutivo de Arrow, explicó que no había una forma «económicamente responsable» de realizar el cruce, con presupuestos desorbitados, largas horas de trabajo y los actores teniendo que filmar escenas de ambas series en el mismo día.
Andrew Kreisberg, creador y productor ejecutivo de ambas series, dijo: «Realmente va a ser una aventura con Flecha y Flash en ambos episodios. Ver a los dos equipos reunirse y luchar uno al lado del otro es una de las partes más divertidas, ... simplemente no creemos en la espera. Realmente creemos en la narración acelerada». Kreisberg explicó que, dado que todos son fanáticos de los cómics, todos han debatido la vieja cuestión de qué superhéroe ganaría en una pelea; «Así que la idea de que [Flash y Flecha] lucharan entre sí en uno de estos episodios y que los miembros del elenco tuvieran esa discusión en la Convención de Cómics ante cámara fueron unas de nuestras primeras ideas». Greg Berlanti, creador y productor ejecutivo de ambas series, explicó que «los cruces son parte del ADN de los personajes y si esperábamos estaríamos privando a la audiencia de algo que todos queríamos ver».
En octubre de 2014, Kreisberg describió los episodios como muy importantes tanto para Barry como para Oliver y lo que están atravesando, al tiempo que prometió «una de las mayores sorpresas de todos los tiempos para Arrow en el episodio de The Flash». Guggenheim añadió: «Es como la bomba debajo de la mesa y creo que parte de la diversión es esperar a ver cuándo Oliver se va a enterar de lo que el público se entera en The Flash». Más tarde se anunció que en los momentos finales del episodio de The Flash se revelaría otro secreto que ayudaría a «introducir la siguiente fase de The Flash a lo grande». En el episodio, Oliver se encuentra con una exnovia que fue vista por última vez embarazada de su hijo en la segunda temporada de Arrow y a la que la madre de Oliver, Moira Queen, le había dicho que diría que había perdido el bebé y que desapareciera. Se revela a los espectadores que ella tiene un hijo y se presume que es de Oliver. Tras la emisión del episodio, Guggenheim confirmó que efectivamente era su hijo. Al final del episodio, Robbie Amell, que interpretó a Ronnie Raymond, el exprometido de Caitlin dado por muerto tras la explosión del acelerador de partículas, aparece como Firestorm usando sus poderes. En 2019, echando la vista atrás al cruce, Guggenheim recordó que parecía «tan difícil en ese momento», pero, en comparación con cruces posteriores, «fue vergonzosamente fácil... pero las dos líneas argumentales de cada episodio estaban relativamente separadas entre sí. Así que no era tan ambicioso narrativamente».

### Escritura
Los guiones del cruce «Flash vs. Arrow» se escribieron a mediados de septiembre de 2014, y Berlanti y Kreisberg crearon la historia de los dos episodios. Berlanti se inspiró en las series de televisión de acción y ciencia ficción The Six Million Dollar Man y The Bionic Woman para la historia, mientras que Kreisberg se inspiró en el último episodio de la cuarta temporada de Doctor Who, titulado «El fin del viaje», un cruce con los personajes de los programas derivados Torchwood y The Sarah Jane Adventures. El guion de The Flash fue escrito por Ben Sokolowski y Brooke Eikmeier, mientras que el de Arrow fue escrito por los productores ejecutivos Guggenheim y Grainne Godfree.

A finales de septiembre de 2014, Guggenheim reveló que el episodio de Arrow se titularía «The Brave and The Bold», una referencia a un título compartido por muchas series de cómics publicadas por DC Comics que presentan equipos de superhéroes, incluyendo a Flash y Flecha Verde. Guggenheim dijo:
 Nunca me había divertido tanto escribiendo un guion. Ha sido un placer trabajar en él. Sigo diciéndole a todo el mundo que deberíamos intentarlo para los Vengadores. Son estos dos héroes juntos con un gran costo de producción. Hay la oportunidad de hacer bromas internas y ver a todos los personajes juntos. ¿Qué pasa cuando Cisco pone sus ojos en Thea? Hay momentos como ese, que simplemente no puedes hacer en un episodio normal. Es muy divertido.
 En octubre de 2014, el título del episodio de The Flash se anunció como «Flash vs. Arrow». Kreisberg reveló que las salas de guionistas de ambas series se fusionaron mientras trabajaban en los guiones de los episodios, de forma similar a «unir dos elencos». Ambos guiones se escribieron de forma autónoma, y Kriesberg explicó: «Éramos muy conscientes de que no todos los que veían The Flash veían Arrow y viceversa, así que queríamos asegurarnos de que ambos fueran episodios autónomos».

### Filmación
La filmación de los dos episodios tuvo lugar desde el 24 de septiembre hasta el 8 de octubre de 2014. El de The Flash fue dirigido por Glen Winter y el de Arrow por Jesse Warn. La escena de lucha entre Flash y Flecha en el episodio de The Flash se filmó durante tres noches. Como era la primera vez que el personaje de Stephen Amell luchaba contra alguien con superpoderes, tuvo que cambiar la forma de realizar las acrobacias para adaptarse a los efectos especiales. Comparando la filmación de ambas series, Grant Gustin describió la filmación de The Flash como «realmente tediosa», trabajando con «muchas tomas que son planos vacíos de la zona en la que vamos a estar» y que luego se añaden en posproducción, a diferencia de Arrow donde «lo filman desde los ángulos perfectos y lo que ves es lo que hay». Gustin también recordó que a veces se confundía en el estudio porque estaban filmando ambos episodios al mismo tiempo.

### Música
El 18 de diciembre de 2014, WaterTower Music lanzó una selección musical de los episodios del cruce de The Flash y Arrow, así como dos pistas extra de sus respectivos finales de mitad de temporada de 2014. El compositor Blake Neely comentó el reto de fusionar los temas de ambas series en una partitura cohesiva: «No fue difícil porque originalmente diseñé las dos series para que tuvieran estilos y sonidos que pudieran fusionarse y convivir cuando fuera necesario, pero también para que se mantuvieran por separado como dos mundos musicales distintos».
Las dos pistas extra se incluyeron en el álbum porque «resultaron muy populares entre los fanáticos del evento especial». Neely dijo: «Cuando estábamos terminando y [el álbum] estaba a punto de salir, recibí todos estos tuits sobre estas dos piezas que a la gente le gustaban y tuve la idea de incluirlas como temas extra. Los fanáticos lo pidieron y lo consiguieron».
Toda la música está compuesta por Neely.

| Lista de canciones |                                            |          |  |
| N.º                | Título                                     | Duración |  |
| 1.                 | «Rainbow Raider Strikes»                   | 2:24     |  |
| 2.                 | «Don't Get Involved»                       | 0:41     |  |
| 3.                 | «Team Arrow in Central City»               | 2:30     |  |
| 4.                 | «Training Barry»                           | 1:55     |  |
| 5.                 | «What's Up, Doc»                           | 2:21     |  |
| 6.                 | «Barry Gets Whammied»                      | 3:05     |  |
| 7.                 | «The Flash vs. Arrow»                      | 5:06     |  |
| 8.                 | «S.T.A.R. Labs Thanks Oliver»              | 1:51     |  |
| 9.                 | «Firestorm Appears»                        | 0:52     |  |
| 10.                | «Looking for Boomerang»                    | 2:36     |  |
| 11.                | «Like a Kid in a Candy Store»              | 1:26     |  |
| 12.                | «Boomerang in A.R.G.U.S.»                  | 4:00     |  |
| 13.                | «Teaming Up»                               | 1:50     |  |
| 14.                | «Torture Tactics»                          | 2:16     |  |
| 15.                | «Hope for Saving People Like Us»           | 1:44     |  |
| 16.                | «Light Inside You»                         | 2:28     |  |
| 17.                | «Disarming the Bombs»                      | 3:54     |  |
| 18.                | «Gift Exchange»                            | 1:30     |  |
| 19.                | «The Brave and the Bold»                   | 1:44     |  |
| 20.                | «The Man in the Yellow Suit» (Pista extra) | 2:15     |  |
| 21.                | «The Climb» (Pista extra)                  | 3:29     |  |
| 49:57              |                                            |          |  |

## Lanzamiento

### Emisión
Los episodios del cruce «Flash vs. Arrow» se mostraron el 22 de noviembre de 2014 en una proyección exclusiva para fanáticos en el Crest Theatre de Westwood (Los Ángeles). Después, Amell, Gustin, David Ramsey, Emily Bett Rickards, Danielle Panabaker y Carlos Valdes se unieron a los productores ejecutivos Berlanti, Kreisberg y Guggenheim para un panel de preguntas y respuestas.
La primera parte, la de The Flash, se emitió el 2 de diciembre de 2014, seguida de la segunda parte, de Arrow, el 3 de diciembre, ambas en The CW. La emisión de Estados Unidos fue simultánea con la de Canadá en CTV. En Reino Unido se emitió por primera vez en Channel 5 el 16 y el 18 de diciembre de 2014. En Australia, los episodios se emitieron consecutivamente el 28 de enero de 2015 en Fox8, después de que Nine Network, que emitía Arrow, permitiera a Fox8 emitir el episodio de Arrow del cruce.

### Versión doméstica
Los episodios, junto con el resto de la primera temporada de The Flash y tercera temporada de Arrow, fueron lanzados por separado en Bluray y DVD el 22 de septiembre de 2015. Entre los extras se incluyen reportajes entre bastidores, comentarios de audio, escenas eliminadas y tomas falsas. En Estados Unidos, los episodios estuvieron disponibles en streaming en Netflix a partir del 6 y 7 de octubre de 2015, respectivamente.

## Recepción

### Audiencias
| N.º | Serie     | Fecha de emisión       | ÍA/CP (18–49) | Audiencia (millones) | DVR (18–49) | Audiencia DVR (millones) | Total (18–49) | Audiencia total (millones) |
| --- | --------- | ---------------------- | ------------- | -------------------- | ----------- | ------------------------ | ------------- | -------------------------- |
| 1   | The Flash | 2 de diciembre de 2014 | 1,6/5         | 4,34                 | 1,0         | 2,31                     | 2,6           | 6,65                       |
| 2   | Arrow     | 3 de diciembre de 2014 | 1,4/4         | 3,92                 | —           | —                        | —             | —                          |

En Estados Unidos, el episodio de The Flash tuvo su segunda audiencia más grande desde el estreno de la serie el 7 de octubre de 2014 y la segunda más grande entre adultos de 18 a 49 años desde el segundo episodio. La audiencia aumentó un 22% y el índice entre 18-49 años un 14% respecto al episodio anterior, «Power Outage». El episodio de Arrow fue el más visto de la tercera temporada y tuvo la mayor audiencia del programa desde el estreno de la serie, el 10 de octubre de 2012, y el índice entre 18-49 años más alto de la serie. Su audiencia creció un 46% y su índice entre 18-49 años un 56% con respecto al episodio anterior, «Draw Back Your Bow», y contribuyó a que fuera el miércoles más visto en The CW en más de dos años.
En Canadá, el episodio de The Flash fue visto por 2,45 millones de espectadores, obteniendo la mayor audiencia de la semana. La emisión de Arrow tuvo 2,22 millones de espectadores, la segunda más alta para ese día y la cuarta más alta de la semana. En Reino Unido, los episodios tuvieron 1,5 millones de espectadores y 980 000 espectadores, respectivamente. Con las versiones grabadas se atrajeron a un total de 1,63 millones y 1,26 millones de espectadores, respectivamente.
Tras la emisión del cruce, ambas series experimentaron aumentos de audiencia en comparación con sus respectivos episodios antes del cruce. The Flash «sorprendentemente» bajó solo un 6% en la audiencia entre 18-49 años y subió un 4% en el total de espectadores, desde el episodio del cruce, en «una noche muy competitiva» para su episodio más visto desde el estreno en la serie. El siguiente episodio de Arrow bajó un 29% en la audiencia entre 18-49 años desde el episodio del cruce. Sin embargo, en comparación con su episodio anterior al mismo, Arrow subió en el índice entre 18-49 años, empatando su segundo mejor índice de la temporada, solo por detrás del episodio del cruce con The Flash.

### Respuesta crítica
Tras el primer cruce entre Arrow y The Flash, Brian Lowry, de Variety, aplaudió a los productores por repetir el éxito de Arrow, pero con «un tono más ligero» y «un héroe con auténticos superpoderes» en The Flash. Señaló que, aunque el cruce «hace un trabajo ingenioso al unir las dos series», es poco probable que «impulse la audiencia compartida entre ellas mucho más de lo que ya está». Meredith Borders, de Birth.Movies.Death, calificó los episodios del cruce de «divertidos», señalando que «se avanzaron muchas cosas de la tramas específicas de las series sin explicarlas a los novatos. Los nuevos espectadores de cualquiera de las dos series pudieron seguirlas y pasar un buen rato, pero los espectadores veteranos fueron recompensados con un gran movimiento argumental».
Chancellor Agard, de Entertainment Weekly, opinó que «el cruce ‹Flarrow›» fue un éxito en general. Ambos episodios «pusieron al Equipo Flash en nuevas situaciones y fue emocionante ver cómo reaccionaban». Agard consideró que, aunque Arrow tuvo «algunos momentos de personajes geniales y cómicos para el Equipo Arrow», ninguna de sus historias avanzó de manera que los episodios «se sintieron como botones de pausa» en su acción.

#### The Flash
El sitio web del agregador de reseñas Rotten Tomatoes ha dado un índice de aprobación del 100%, basándose en 21 reseñas con una calificación media de 8,93/10. El consenso crítico del sitio dice: «The Flash logra un emocionante cruce con su serie hermana, Arrow, mezclando hábilmente los tonos dispares de las dos series y mostrando las fortalezas complementarias en su duelo de superhéroes».
Jesse Schedeen, de IGN, calificó el episodio de The Flash con un 7,8 de 10. Dijo que «Flash vs. Arrow» fue «divertido» con su enfoque «en el puro valor de entretenimiento al ver a estos dos héroes y sus aliados cruzar sus caminos»... y «para ver la relación entre Barry y Ollie seguir evolucionando». Como «un episodio en gran medida independiente» su alcance fue limitado resultando «en otro villano subdesarrollado». Scott Von Doviak, escribiendo para The A.V. Club, le dio al episodio una «A-», calificándolo como «un enfrentamiento satisfactorio» que «realmente se mantiene por sí mismo como una hora de The Flash en gran medida autónoma». Von Doviak elogió a los guionistas Greg Berlanti y Andrew Kreisberg, y al director Glen Winter, por abordar los «tonos opuestos de las dos series» y las diferentes personalidades de sus personajes principales y por «entrelazarlos en el tejido del episodio». También ha destacado la escena de lucha entre Flash y Flecha, diciendo que «es una batalla bien coreografiada, con cada héroe que parece tener la ventaja en varios momentos y con inteligentes momentos de superioridad».
Dave Trumbore, de Collider, calificó el episodio de The Flash con una «A-», diciendo que fue «divertido» ver a los personajes juntos. Señaló que destacó los muchos retos a los que se enfrenta Barry Allen «como joven luchador contra el crimen». Consideró que los «golpes» con las flechas pusieron de manifiesto que «los superpoderes de Barry son un don increíble... que debe perfeccionar para convertirse en un personaje verdaderamente heroico». A Trumbore también le «encantó cómo la atención al detalle y el compromiso de Flecha para mejorar a través del entrenamiento chocaron con el estilo despreocupado de Flash y su actitud casi perezosa cuando se trata de golpear a los malos». Las expectativas de Agard para el episodio «no fueron decepcionadas». En su opinión, ha cumplido «tanto en el frente de la acción», con su impecable y «épica» escena de lucha, como «en el de los personajes». Mientras el espectador puede disfrutar de la interacción entre los equipos, todo lo que ocurre en el episodio hace avanzar «las historias de The Flash».
Eric Walters, de Paste, otorgó un 9 de 10, afirmando que ««Flash vs. Arrow» fue todo lo que un fanático podría haber querido de un evento cruce», señalando que fue «ajustado, con buen ritmo, magníficamente escrito y, lo más importante, divertido». Caroline Preece, de Den of Geek, también lo elogió, diciendo que «fue prácticamente todo lo que los fanáticos querían y más». Señaló que este episodio demostró cómo las ideas de los cómics «pueden trasladarse a la pequeña pantalla si se hacen con tanto cuidado, alegría y entusiasmo». Dado el «entusiasmo» que admiró, se mostró «sorprendida» por el hecho de que incluso «con un poco de añadido de Oliver, Felicity y Diggle» el cruce no fuera el centro de todo el episodio.

#### Arrow
Para «The Brave and the Bold», Rotten Tomatoes ha registrado un índice de aprobación del 95%, basándose en 19 reseñas con una calificación media de 9,26/10. El consenso crítico del sitio dice: «Esta entrega del cruce del Arrowverso logra entretener al tiempo que plantea preguntas reflexivas sobre la moralidad y todo eso sin empantanarse en referencias meta».
Schedeen ha valorado el episodio con un 9,2 de 10 y ha afirmado que es «una explosión» y «un episodio más coherente y satisfactorio que el primero». Señalando que el cruce «desperdició parte de su potencial al entregar dos episodios en su mayoría independientes». Disfrutó del Capitán Búmeran, sugiriendo que podría ser el «villano más memorable en debutar esta temporada». Schedeen disfrutó de que los equipos siguieran cruzándose, del drama entre Barry y Ollie y del «equilibrio entre luz y oscuridad que necesitaba [el cruce]». Alasdair Wilkins, de The A.V. Club, calificó el episodio con una «A-», diciendo que «puede soltarse y divertirse sin esfuerzo durante una hora», señalando que Barry «es uno de los únicos personajes capaces de llamar la atención a Oliver sobre sus tonterías más sensibleras». Consideró que era «apropiado» que el episodio «compartiera el nombre «The Brave And The Bold» con el cómic de larga duración de DC Comics». Flash es «el valiente», que «inspira con su coraje», aunque su «sentido simplista del bien y el mal» puede llevarle a pasar por alto «el lado más oscuro de lo que hacen». Oliver es «el audaz», «dispuesto a hacer lo que sea necesario para que se haga justicia».
Trumbore consideró que el episodio de Arrow cerró el cruce «de forma espectacular» y lo calificó con una «A». Señaló que «ambos héroes canalizan sus respectivas ciudades en su personaje». El enfoque de Barry en la lucha contra el crimen es efervescente y «despreocupado», reflejando «la tecnología de vanguardia y calles relucientes de Ciudad Central». «La Ciudad Starling de Queen», con su «despiadado submundo», es «muy parecida a la personalidad del propio luchador enmascarado contra el crimen». En su opinión, el guion es inteligente porque permite a los personajes «chocar a veces, pero también unirse en pos de un objetivo común». Sin embargo, Agard consideró que Arrow «fue un episodio bastante decente», pero no «tan bueno como el primero». «‹The Brave and the Bold› se sintió como un episodio cruce al servicio de los problemas de identidad de Oliver y del desarrollo del personaje». Agrad consideró que «el fanatismo de Cisco por todas partes» es «divertido» y que el Capitán Búmeran es un «oponente muy formidable y convincente porque utiliza la estrategia y planea varios pasos por delante».
Mark Rozeman, de Paste, dio al episodio de Arrow una puntuación de 9,3 de 10, diciendo que «no solo iguala a su episodio hermano sino que, en cierto modo, consigue superarlo». Lo vio como la entrega «más fuerte» de la temporada de Arrow y «una gran conclusión para el exitoso cruce» donde en una «hora cargada de emoción todos los elementos se unen con notable destreza». En su opinión, los equipos creativos de las series deberían ser «aplaudidos» por evitar una «apuesta a medias por los índices de audiencia» a favor de convertir el cruce «en algo que saca lo mejor de cada serie». Rozeman argumentó que si «Flash vs. Arrow» demuestra que The Flash puede valerse por sí mismo, entonces «The Brave and the Bold» es «una gran demostración de que Arrow aún tiene algo de fuego». Mike Cecchini, de Den of Geek, dijo que el episodio es «una aventura notablemente autónoma». Señalando que ambas partes funcionaron bien como independientes, «Flash vs. Arrow» es «muy claramente un episodio» de The Flash y «The Brave and The Bold» es «absolutamente uno de Arrow, sin duda la mejor entrega de su tercera temporada hasta ahora». En su opinión, la cinematografía fue «estupenda», otorgando al episodio 4,5 de 5 estrellas.

### Reconocimientos
TVLine nombró al cruce «Flash vs. Arrow» como el noveno momento televisivo más importante de 2014, diciendo: «Hay cruces. Y hay series de superhéroes. Pero nunca en la memoria reciente de la televisión de acción real dos luchadores contra el crimen disfrazados se han enfrentado de una manera superfavorable (aunque en circunstancias extenuantes). Los suaves movimientos de The Flash frente a la fuerza y la estratagema de Arrow dieron lugar a un emocionante tango que estuvo a la altura de las circunstancias». IGN clasificó el enfrentamiento entre Flash y Flecha en el episodio de The Flash como una de las mejores escenas de lucha en televisión de 2014. ScreenRant nombró tanto a «Flash vs. Arrow» como a «The Brave and the Bold» como unos de los mejores episodios televisivos de 2014. Blastr y Zap2it también nombraron el episodio de The Flash «Flash vs. Arrow» como uno de los mejores de la televisión de 2014.